# Trap Muzik
Trap Muzik es el segundo álbum del rapero T.I., del año 2003. En él se incluyen los sencillos "Be Easy", "24's" y "Rubber Band Man".

## Lista de canciones
1. "Trap Muzik" (feat. P$C) - 4:00
2. "I Can't Quit" - 4:17
3. "Be Easy" - 3:18
4. "No More Talk" - 3:53
5. "Doin' My Job" - 4:13
6. "Let's Get Away" - 4:37
7. "24's" - 4:42
8. "Rubber Band Man" - 5:47
9. "Look What I Got" - 3:05
10. "I Still Luv You" - 4:58
11. "Let Me Tell You Something" - 3:40
12. "T.I. vs. T.I.P." - 3:52
13. "Bezzle" (feat. Bun B & Eightball & MJG) - 4:54
14. "Kingofdasouth" - 5:00
15. "Be Better Than Me" - 5:00
16. "Long Live Da Game" - 2:14

- Datos: Q2292807